# Svarta döden (bok)
Svarta döden är den sjätte boken i serien om Theo och Ramona av Kim Kimselius. Handlingen utspelar sig under pestens tid i Florens i Italien. Boken gavs ut 2005.